# Franklin's Gardens
Franklin's Gardens es un estadio de rugby ubicado en Northampton, Inglaterra. Es el estadio en el que hacen de local Northampton Saints. El estadio tiene capacidad para 15 249 espectadores. Las instalaciones del estadio también son utilizadas para las conferencias de prensa en Northampton. El escenario da una emotiva ceremonia antes de disputar un partido por la Premiership Inglesa junto a una versión modificada de Run Boy Run.

## Desarrollo futuro
El desarrollo adicional en el terreno existente se vería comprometido por la sala Beacon Bingo que se encuentra muy cerca de la parada Barwell.  La posición de la Iglesia también se ve comprometida al retroceder al límite del sitio. Otra oportunidad podría implicar la expansión del stand de South/Tetley.
Si se aprueba la propuesta del Northampton Saints para modificar el estadio, Los Santos jugaran sus partidos en el Estadio MK ubicado en Denbigh, distrito de Milton Keynes.